# Leszek Pływaczyk
Leszek Pływaczyk (ur. styczeń 1945) – polski inżynier, dr hab., profesor zwyczajny i dyrektor Instytutu Kształtowania i Ochrony Środowiska Wydziału Inżynierii Kształtowania Środowiska i Geodezji Uniwersytetu Przyrodniczego we Wrocławiu.

## Życiorys
Obronił w 1976 pracę doktorską, następnie uzyskał stopień doktora habilitowanego w 1988 na podstawie rozprawy habilitacyjnej „Oddziaływanie Odry na stosunki wodno-melioracyjne doliny w rejonie Brzeg Dolny – Malczyce”. 26 listopada 1998 nadano mu tytuł profesora w zakresie nauk rolniczych. Objął funkcję profesora zwyczajnego i dyrektora w Instytucie Kształtowania i Ochrony Środowiska na Wydziale Inżynierii Kształtowania Środowiska i Geodezji Uniwersytetu Przyrodniczego we Wrocławiu.
Był dziekanem na Wydziale Inżynierii Kształtowania Środowiska i Geodezji Akademii Rolniczej we Wrocławiu i prorektorem w Akademii Rolniczej we Wrocławiu, oraz zastępcą przewodniczącego w Komitecie Melioracji i Inżynierii Środowiska Rolniczego na II Wydziale Nauk Biologicznych i Rolniczych PAN, a także członkiem Komitetu Melioracji i Inżynierii Środowiska Rolniczego na V Wydziale Nauk Rolniczych, Leśnych i Weterynaryjnych Polskiej Akademii Nauk. Został wyróżniony m.in. Złotym Krzyżem Zasługi, Medalem Komisji Edukacji Narodowej